# Swiss Leaks
Swiss Leaks o SwissLeaks (dall'inglese leak «perdita», «fuga [di notizie]») è il nome di un'inchiesta giornalistica di un gigantesco schema di evasione fiscale posto in essere con la conoscenza e l'incoraggiamento della banca multinazionale britannica HSBC tramite la propria controllata svizzera, HSBC Private Bank (Svizzera).
Gli investigatori sostengono che 180,6 mld di euro siano passati attraverso conti aperti presso la HSBC di Ginevra da oltre 100.000 clienti e 20.000 società offshore tra novembre 2006 e marzo 2007. 
I dati per questo periodo provengono da file rubati alla HSBC Private Bank da Hervé Falciani (ingegnere del software, già membro dello staff della HSBC di Ginevra), e consegnati alle autorità francesi alla fine del 2008.
Le informazioni divulgate sono state definite "la più grande fuga di notizie nella storia del settore bancario svizzero".
Nel febbraio 2015 il sito web del Consorzio Internazionale dei Giornalisti Investigativi (ICIJ) ha rilasciato informazioni sui conti bancari in Svizzera sotto il titolo 'Swiss Leaks: Murky Cash Sheltered by Bank Secrecy'.
L'indagine è stata condotta da oltre 130 giornalisti a Parigi, Washington, Ginevra , e altri 46 Paesi.
Il Consorzio (ICIJ) sostiene che la banca ha tratto profitto da evasori fiscali ed altri clienti.